# شریف سینیان
شریف سینیان (انگلیسی: Sheriff Sinyan؛ زادهٔ ۱۹ ژوئیهٔ ۱۹۹۶) بازیکن فوتبال اهل گامبیا است.
از باشگاه‌هایی که در آن بازی کرده است می‌توان به باشگاه فوتبال لیلستروم اشاره کرد.
وی همچنین در تیم ملی فوتبال گامبیا بازی کرده است.